# Vengeons
Vengeons és un municipi francès situat al departament de la Manche i a la regió de Normandia. L'any 2007 tenia 491 habitants.

## Demografia

### Població
El 2007 la població de fet de Vengeons era de 491 persones. Hi havia 202 famílies de les quals 44 eren unipersonals (24 homes vivint sols i 20 dones vivint soles), 75 parelles sense fills, 71 parelles amb fills i 12 famílies monoparentals amb fills.
La població ha evolucionat segons el següent gràfic:
Habitants censats

### Habitatges
El 2007 hi havia 269 habitatges, 206 eren l'habitatge principal de la família, 47 eren segones residències i 16 estaven desocupats. Tots els 269 habitatges eren cases. Dels 206 habitatges principals, 151 estaven ocupats pels seus propietaris, 50 estaven llogats i ocupats pels llogaters i 5 estaven cedits a títol gratuït; 4 tenien una cambra, 18 en tenien dues, 39 en tenien tres, 52 en tenien quatre i 93 en tenien cinc o més. 149 habitatges disposaven pel capbaix d'una plaça de pàrquing. A 106 habitatges hi havia un automòbil i a 89 n'hi havia dos o més.

### Piràmide de població
La piràmide de població per edats i sexe el 2009 era:
| Homes | Edats   | Dones |
| ----- | ------- | ----- |
| 0     | 95 o +  | 0     |
| 0     | 90 a 94 | 0     |
| 0     | 85 a 89 | 8     |
| 0     | 80 a 84 | 0     |
| 8     | 75 a 79 | 8     |
| 12    | 70 a 74 | 4     |
| 16    | 65 a 69 | 28    |
| 24    | 60 a 64 | 16    |
| 20    | 55 a 59 | 16    |
| 8     | 50 a 54 | 20    |
| 28    | 45 a 49 | 16    |
| 20    | 40 a 44 | 20    |
| 12    | 35 a 39 | 8     |
| 20    | 30 a 34 | 28    |
| 8     | 25 a 29 | 16    |
| 24    | 20 a 24 | 12    |
| 24    | 15 a 19 | 36    |
| 8     | 10 a 14 | 28    |
| 0     | 5 a 9   | 4     |
| 8     | 0 a 4   | 8     |

## Economia
El 2007 la població en edat de treballar era de 310 persones, 244 eren actives i 66 eren inactives. De les 244 persones actives 226 estaven ocupades (125 homes i 101 dones) i 18 estaven aturades (8 homes i 10 dones). De les 66 persones inactives 35 estaven jubilades, 13 estaven estudiant i 18 estaven classificades com a «altres inactius».

### Ingressos
El 2009 a Vengeons hi havia 206 unitats fiscals que integraven 493 persones, la mediana anual d'ingressos fiscals per persona era de 16.064 €.

### Activitats econòmiques
Dels 11 establiments que hi havia el 2007, 1 era d'una empresa alimentària, 1 d'una empresa de fabricació d'altres productes industrials, 3 d'empreses de construcció, 4 d'empreses de comerç i reparació d'automòbils i 2 d'empreses de transport.
Dels 3 establiments de servei als particulars que hi havia el 2009, 2 eren paletes i 1 lampisteria.
L'any 2000 a Vengeons hi havia 42 explotacions agrícoles que ocupaven un total de 1.323 hectàrees.

## Poblacions més properes
El següent diagrama mostra les poblacions més properes.